# Чорний самурай (фільм)
Чорний самурай (англ. Black Samurai) — американський блексплуатейшен фільм 1977 року режисера Ела Адамсона. У головній ролі Джим Келлі. Сценарій написаний Б. Рідіком з використанням ідей Марко Йоахіма. Фільм заснований на однойменному романі Марка Олдена.

## Сюжет
Роберт Сенд, агент організіції D.R.A.G.O.N. (Оборонне Резервне Агентство Стражів Нації), грає в теніс на канікулах з красивою чорношкірою дівчиною, коли його командування просить провести місію з порятунку китаянки Токі, яка  є дівчиною Сенда й дочкою важливого посла зі Сходу. Викуп за викрадення - тенологія нової заморожувальної бомби. За всім цим стоїть тамничий "Чорнокнижник", який також причетний до торгівлі наркотиками та ритуальних вбивств Вуду. Пошуки ведуть Сенда з Гонконгу до Каліфорнії, через Маямі, де йому протистоять багато поганих людей...

## У ролях
- Джим Келлі - Роберт Сенд
- Білл Рой - Джаніко
- Роберто Контрерас - Чавес
- Мерилін Джой — Сін
- Ессі Лін Чіа — Токі Конума
- Біфф Йегер — Пайнс
- Чарльз Грант - Боун
- Джейс Хан - Джейс
- Ервін Фуллер - охоронець
- Грейс Сент-Есприт - Клео
- Пітер Дейн - Фарнсворт
- Фелікс Сілла — Рейнхардт
- Ковбой Янг (грає самого себе)
- Літтл Токіо (грає самого себе)
- Джеррі Марін  - Шотган Спайро
- Альфонсо Уолтерс - Леопардова людина
- Чарльз Уолтер Джонсон - Леопардова людина
- Реджина Керрол — танцюристка вуду
- Хесус Філет - майстер бойових мистецтв
- Кліфф Боуен - майстер бойових мистецтв
- Д'Арвілл Мартін (камео, не вказаний в титрах)
- Альдо Рей - кеівник D.R.A.G.O.N (камео, не вказаний в титрах)

## Дивитися також
- Ясуке - реальний чорний самурай, який існував у період Сенгоку давньої японської історії
- Афро-самурай — постапокаліптична манга та аніме про чорного самурая
- Канаме Тосен, Тір Галібель та Зоммарі Леру - вигадані чорні фехтувальники з манги та аніме «Бліч»
- Мішонн — вигаданий чорний фехтувальник із медіа-франшизи «Ходячі мерці»
- Кевін — Рейнджер Блакитного Самурая з телевізійного серіалу Power Rangers Samurai

## Зовнішні посилання
- Чорний самурай на сайті IMDb (англ.)